# جبال الأوراس
جبال الأوراس هي جبال عالية القمم تقع شمال كل من ولايات: باتنة، خنشلة، أم البواقي وتبسة شمال شرق الجزائر وأعلى قمة بها هي جبل شيليا الذي يقع في ولاية خنشلة (بلدية بوحمامة) بارتفاع يقدر بـ 2328 م.

## التضاريس
- جبال الأوراس تشكل القسم الشرقي من سلسلة الأطلس الصحراوي التي تفصل الهضاب العليا عن الصحراء الكبرى، وتعتبر أعلى نقطة في جبال الأوراس هي قمة جبل شيليا التي تصل إلى 2328 متر التي تقع في خنشلة .
- الأوراس هي سلسلة جبلية في شمال شرق الجزائر، تشمل ولايات باتنة وخنشلة وأم البواقي وتبسة، وتمتد أيضًا إلى أجزاء من ولاية بسكرة.

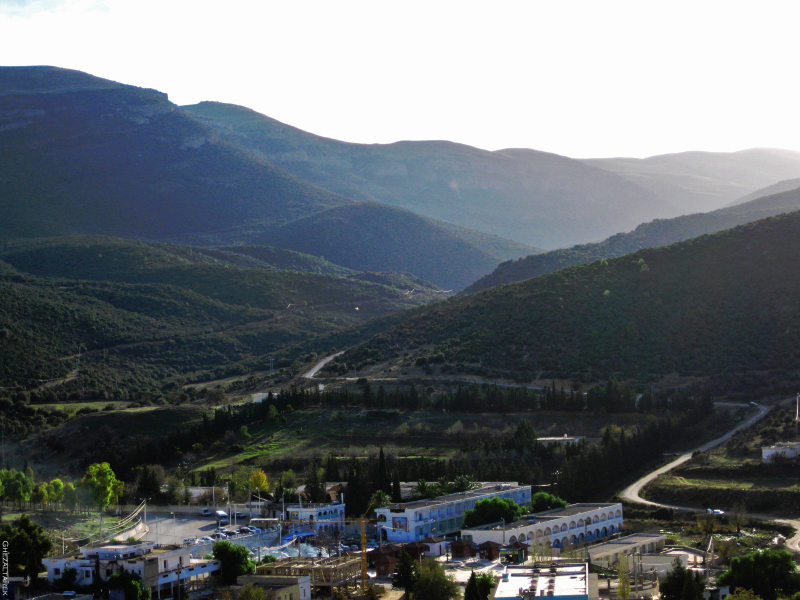
منظر لأحد جبال الأوراس في خنشلة

### الأودية
أهم الأودية التي تمر على جبال الأوراس هي:
- الواد الأبيض: اغزر املال الذي ينبع من قمة شيليا وقمم اشمول واريس يمر على اينوغيسن واريس وغسيرة شرفات الغوفي وبنيان ومشونش لينتهي إلى سد فم الغرزة بلحبال ببسكرة.
- واد بو عكوس ولاية تبسة.
- واد الناقص ولاية تبسة.
- واد بو ايغسان ولاية تبسة.
- واد منتانا ولاية تبسة.
- واد بني فضالة: المطل على مناطق القصور، معافة، عين التوتة ليصل إلى سهول بوزينة
- واد تيبجردة: والمعروف بواد شرشار.
- واد الطاقة: الذي يغذي سد كدية المدور ببلدية تيمقاد.
- وادي العرب: بشبلة وخيران إلى الولجة وخنقة سيدي ناجي جنوب خنشلة.
- واد عبدي: الذي ينبع من المحمل وجبال أولاد عبدي ويمر على ثنية العابد وشير والنوادر ومنعة وورقة وتيغرغار وامندان وبوحفص وبني سويك وينتهي إلى بسكرة وبالضبط السعدة وينتهي إلى شط ملغيغ

### الجبال

#### أعلى من 1800م
| الترتيب | الاسم    | الارتفاع (م) | القمة     | الموقع                                                                             | المرجع |
| ------- | -------- | ------------ | --------- | ---------------------------------------------------------------------------------- | ------ |
| 1       | شيليا    | 2328         | رأس كلثوم | يقع على حدود ولايتي باتنة وخنشلة (بلدية اشمول بباتنة وبلدية بوحمامة ويابوس بخنشلة) | [ 6 ]  |
| 2       | محمل     | 2321         |           | ولاية باتنة                                                                        | [ 7 ]  |
| 3       | أحمر خدو | 1842         |           | ولاية بسكرة وولاية باتنة                                                           |        |
| 4       | الرفاعة  | 2178         |           | ولاية باتنة                                                                        |        |

#### من 1500م إلى 1800م
- جبل الدخان 1675م ولاية تبسة.[2]
- جبل آنوال 1800 م ولاية تبسة.
- جبل قنتيس 1730 م ولاية تبسة.
- جبل قريون (1729 م) ولاية أم البواقي
- جبل الجرف (1711 م) ولاية تبسة.
- جبل بوعريف (1744م) ولاية باتنة.
- جبل سيدي ارغيس (1635 م) ولاية أم البواقي
- جبل نيف النسر (1540 م) ولاية أم البواقي
- جبل بسباس 1510 م ولاية تبسة.

#### أقل من 1500 م
- جبل تروبيا 1444 م ولاية تبسة.
- جبل بوجلال 1440م ولاية تبسة.[2]
- جبل سيار 1400 م ولاية تبسة.
- جبل تاغدا 1300 م ولاية تبسة.
- جبل القعقاع 1160 م ولاية تبسة.

#### غير محدد
- جبال النمامشة بمحمل تازوقاغت ولاية خنشلة.

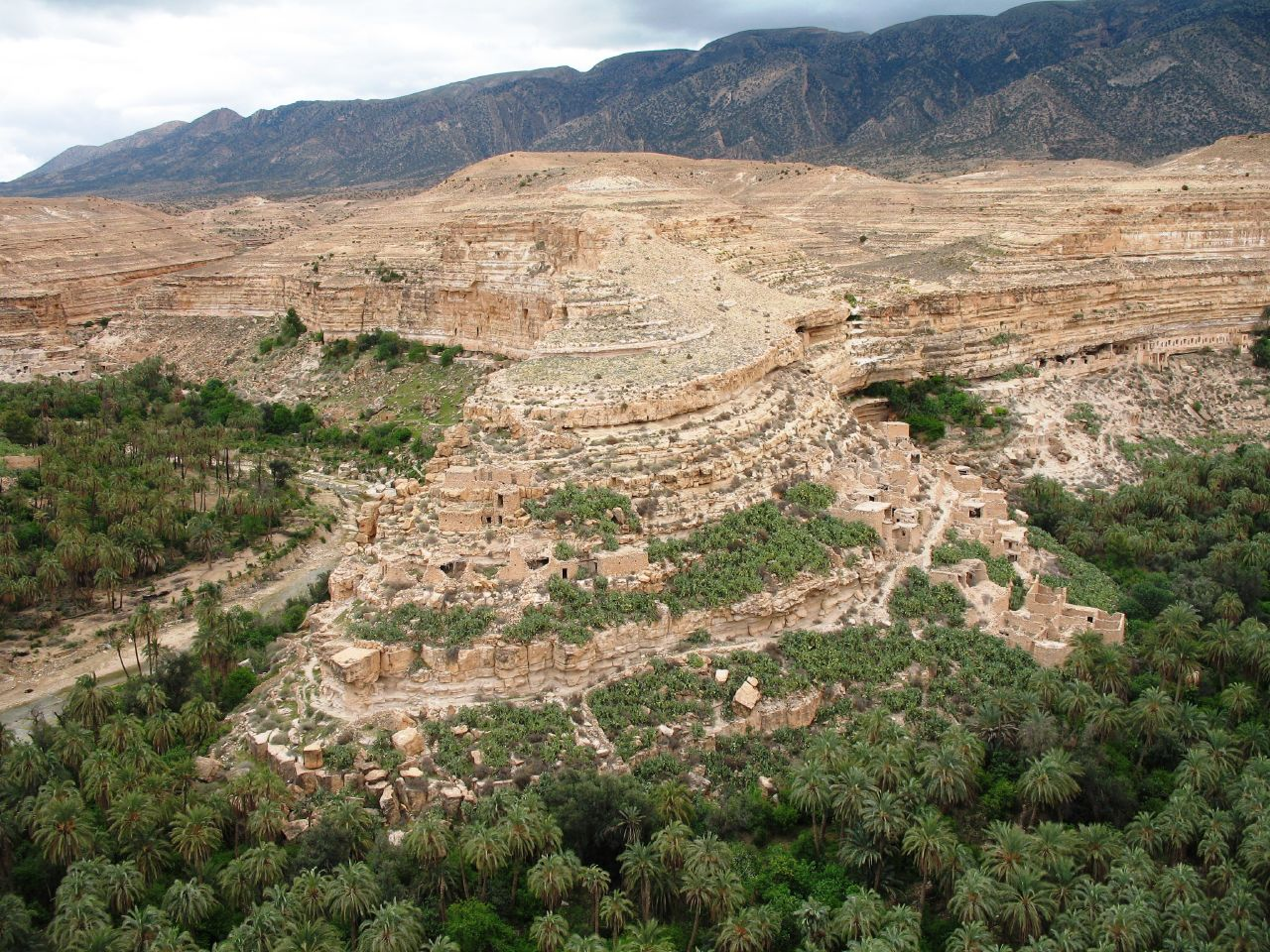
شرفات الغوفي

- جبل اشمول
- جبل اريس
- جبل شناورة
- جبل ايش ازيزا
- جبل تاقطيوت ببسكرة
- جبل أولاد عائشة.
- جبل بن بوسليمان.
- جبل عالي الناس جنوب ولاية خنشلة.
- جبل علي

### السهول
- سهل بلزمة بمروانة
- بوزينة في ولاية باتنة.
- سهول جرمة بولاية باتنة.
- حوض وادي الطاقة.
- سهل ثليجان ولاية تبسة.
- سهل الشريعة ولاية تبسة.

سهل قارت بين خنشلة وتبسة

### الغابات

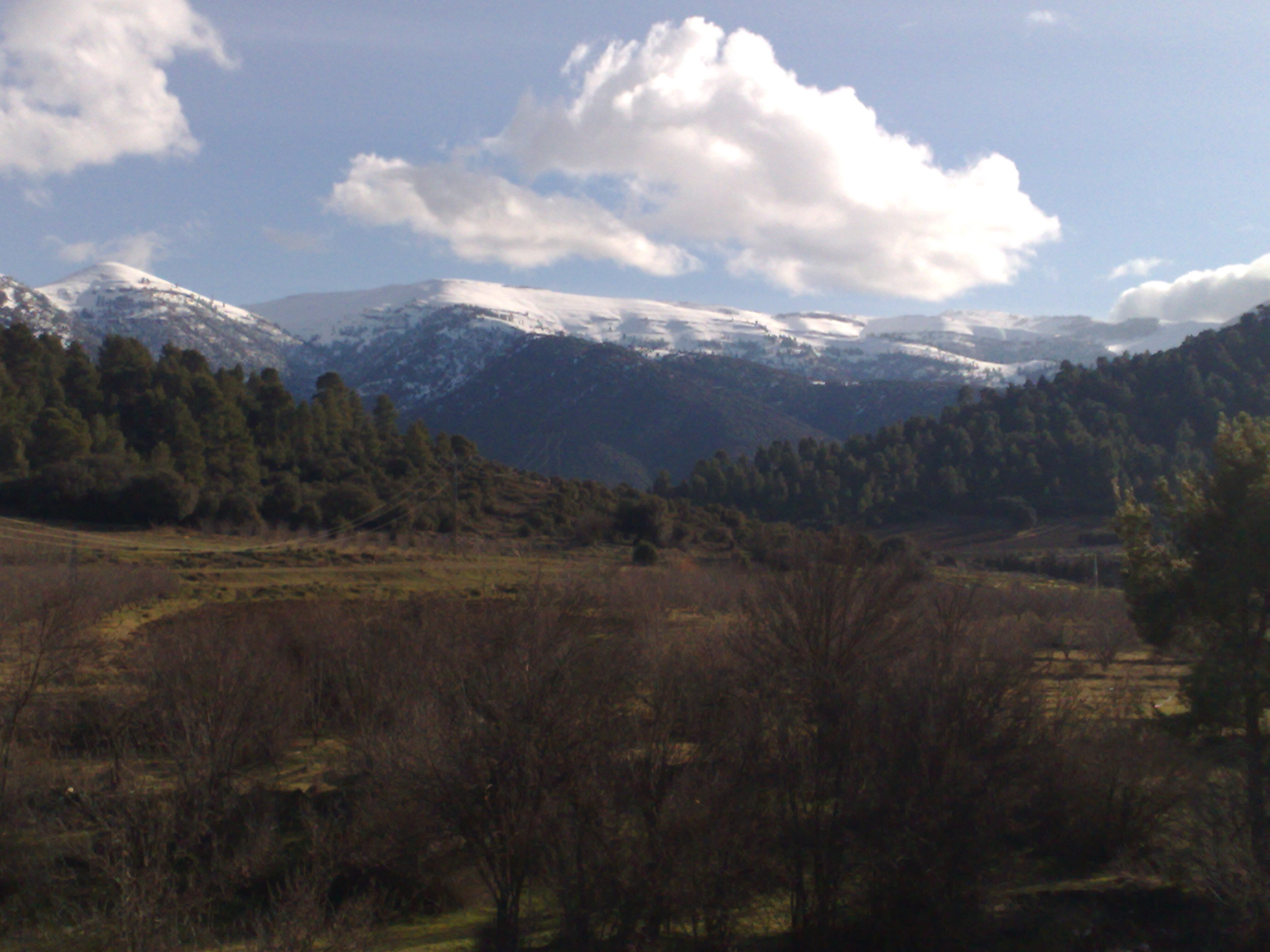
جبال شيليا

- غابات منطقة بلزمة.
- غابات بني أوجانا.
- غابات بني أملول.
- غابات أولاد يعقوب.
- غابة بوعريف.
- غابة لجاج.
- غابة زاواي (تافرنت) باريس
- غابة أومالو باشمول
- غابة بكارية ولاية تبسة.
- غابة جبل أكس ولاية تبسة.

-الحظائر الوطنية والمناطق المحمية:
- حظيرة الوطنية بلزمة.

### الواحات
- شرفات الغوفي.
- القنطرة.
- واحة مشونش
- واحة بانيان
- واحة الدروع
- واحة شبلة.
- واحة خيران.
- واحة الولجة.
- واحة تبويحمت.
- واحة خنقة سيدي ناجي.
- واحة سيار. ششار.
- واحات نيقرين ولاية تبسة.
- واحات فركان ولاية تبسة.

## الموارد الطبيعية
- الإسمنت، الملح، الزئبق، الحديد، الزنك، النحاس، الفضة، الذهب، الرصاص، القصدير، الفوسفات، النفط، الغاز، الأخشاب وكلها تتواجد في مقالع ومناجم.
- كما أن جبال الأوراس مليئة بالينابيع الحارة والباردة والتي تستغل في العلاج الحموي والسياحة وأشهرها حمام الصالحين بخنشلة وحمام المسخوطين بقالمة وحمام سيدي الحاج في منبع الغزلان بين باتنة وبسكرة.

### المناخ

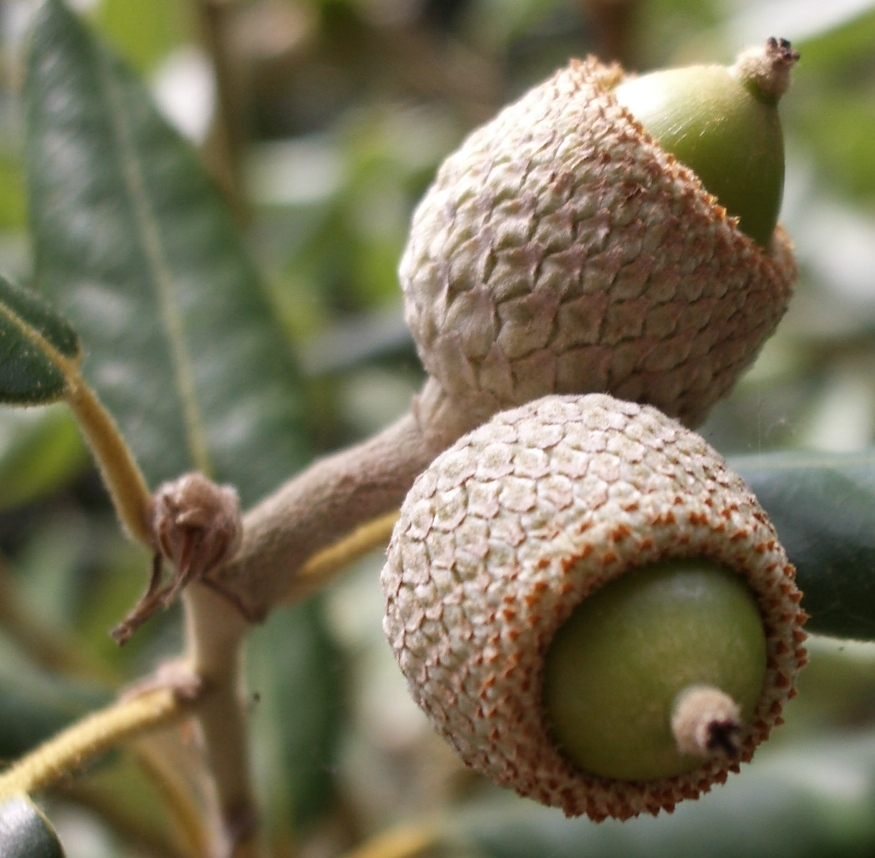
ثمرة البلوط

- الفوارق الحرارية في منطقة الاوراس واسعة جدا بين فصلي الشتاء والصيف وبين الليل والنهار، وتتسع هذه الفوارق كلما زاد الارتفاع فالثلوج تتساقط بكثافة على المرتفعات التي تزيد عن 1300م وخاصة بالسفح الشمالي. وهذا ما ساهم في تشكل غطاء نباتي مميز للمنطقة

### الغطاء النباتي
- أهم الاشجار في الأوراس هي أشجار البلوط المحلية وأشجار الصنوبر الحلبي وأشجار التنوب النوميدي وأشجار السنديان الأخضر وأشجار السدر الجبلي وأشجار المثمرة (البرتقال، التفاح، الخوخ، المشمش، تين، زيتون، لوز) في كل من مرتفعات شيليا وإشمول وتتميز قمة المحمل بباتنة بوجود صنف نادر من الأشجار على المستوى العالمي وهي أشجار الأرز الأطلسي.
- على الرغم من أن الأوراس يقع بعيدا عن البحر فإنه يبدو في شكله كتلة خضراء.

### الحيوانات
- تعيش في غابات الأوراس كثير من الحيوانات منها:
- الثدييات: الضبع، الأرانب، الثعالب، ابن آوى الذهبي، الوشق، وكان فيما مضى يعيش على جبال الأوراس أسد البراري والذي يسمى بالأسد البربري والذي كان يصطاد في القرن 19 قرب مدينة آريس.
- الطيور : اللقلق، البط، النسور وغيرها من الطيور.

## التاريخ
كان الأوراس في الثورة الجزائرية منبعا للثوار والمجاهدين، وتاريخ الجزائر الحديث والقديم مرتبط بهذا الإقليم. ففيه قبر ماسينيسا وقصر الملكة دهيا (الكاهنة) ملكة الأمازيغ قبل الفتح الإسلامي لشمال أفريقيا وأيضا ضريح «امدغاسن» الأمازيغي المتميز بهندسته العالية قرب مطار باتنة.
- حتى إلى العصر المعاصر فإن تاريخ الجزائر ظل مرتبطا بجبال الأوراس، ومن بين أبناء هذه المنطقة الشهداء العظماء في ثورة 1954 الجزائرية مصطفى بن بولعيد والعقيد سي الحواس والعربي بن مهيدي إضافة إلى عباس لغرور وشيحاني بشير وغيرهم من العظماء .

## ما قيل عن جبال الأوراس
نظراً لدور هذه الجبال في نجاح الثورة فقد تغنى بها الشعراء الجزائريون والعرب.. ونذكر منها:
- ما قاله الشاعر أبو القاسم خمار:

- وأيضا ما قاله الشاعر الفلسطيني الكبير محمود درويش :

| جبال الأوراس | في بلاد كل ما فيها كبير الكبرياء... شمس أفريقيا على أوراسها قرص إباء وعلى زيتونها مشنقة للدخلاء.. | جبال الأوراس |

- أما الشاعر سليمان عيسى فقد قال في قصيدته: آمنت بالأوراس

فهو يرى في الأوراس إعادة لانتصارات يوسف بن تاشفين وموسى بن نصير وعقبة بن نافع وطارق بن زياد وغيرهم من الأبطال.
- ومن القصيم (عنيزة) الشاعر إبراهيم الدامغ يحث الثوار في الأوراس على الجهاد في قصيدته - روابي الخلد - حيث يقول:

| جبال الأوراس | يا نخب الأوراس يا نسل الأباة الفاتحين يا سيوف الثار يا رمز الكفاح المستبين... يا فداء الوثبة الكبرى على حق ودين.. | جبال الأوراس |

- ومن السودان الشاعر محمد الفيتوري الذي تغنى طويلا وتجاوب مع ثورة نوفمبر كغيره من الشعراء العرب حيث يقول:

| جبال الأوراس | فالثورة ما زالت تكسو قمة الأوراس وتسقيـها... والثورة ما زالت تمشي فوق جماجم جلاديها.. | جبال الأوراس |